# ویکی باوم

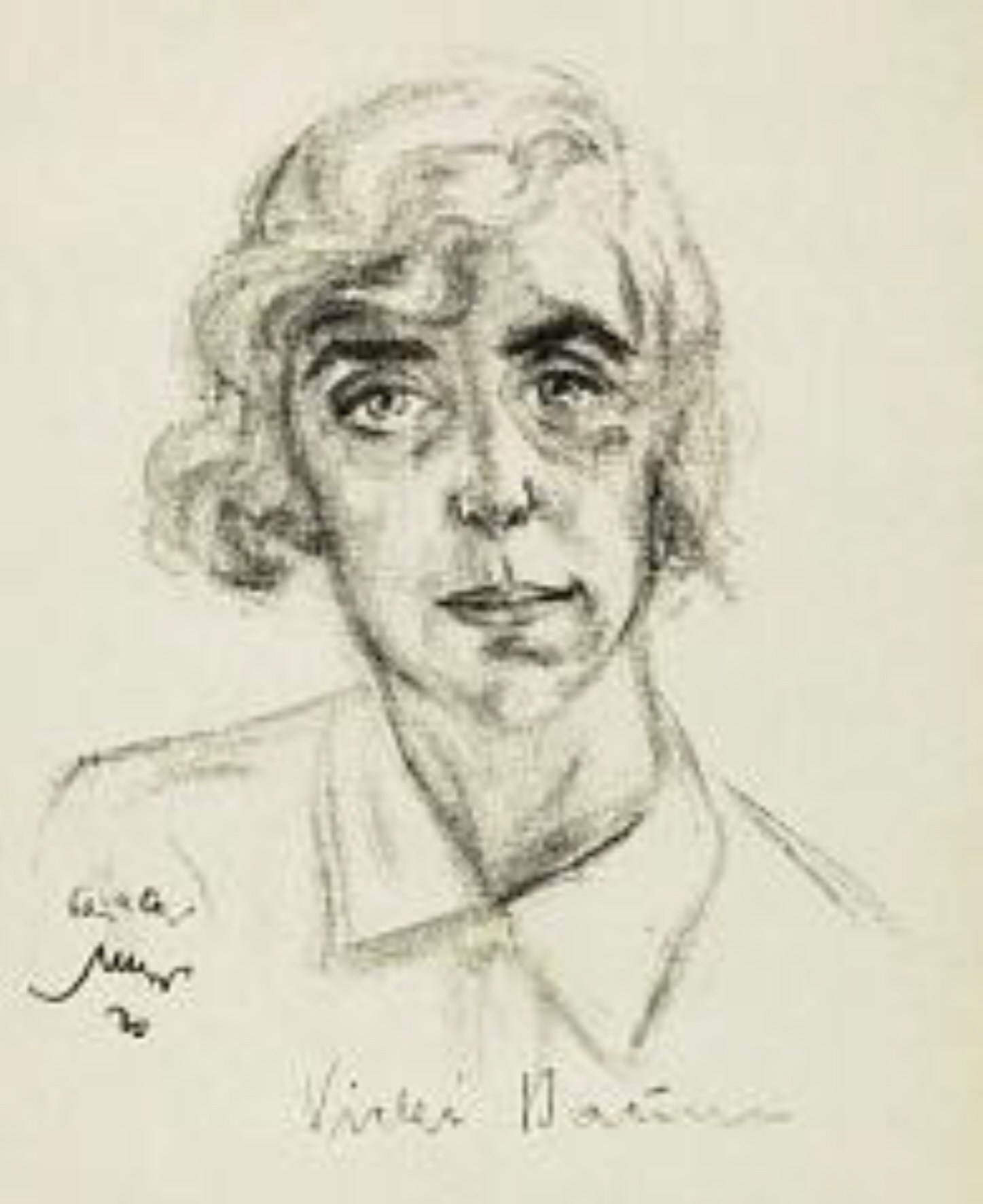

 ویکی باوم (عبری: ויקי באום‎ (به انگلیسی: Hedwig (Vicki) Baum)؛ زاده ۲۴ ژانویهٔ ۱۸۸۸ – درگذشته ۲۹ اوت ۱۹۶۰) یک نویسنده اهل اتریش بود.